# Campeonato Asiático de Corta-Mato
O Campeonato Asiático de Corta-Mato (português europeu) ou Campeonato Asiático de Cross Country (português brasileiro) (em inglês: Asian Cross Country Championships) é uma competição Asiática de corta-mato. É organizado pela Associação Asiática de Atletismo e foi realizado pela primeira vez em 1991 em Fukuoka, Japão. A competição foi realizada a cada dois anos desde então, embora a edição de 2003 tenha sido adiada devido a conflitos políticos dentro da região. 
O campeonato compreende quatro corridas: corridas sénior separadas para homens e mulheres, e duas corridas juniores correspondentes para os sexos. Além disso, em cada uma das quatro corridas, os atletas competem simultaneamente tanto para medalhas individuais quanto para medalhas em equipe. Para as competições em equipe, as posições finais dos melhores corredores finais de cada país são combinadas e a equipe com o menor número total de pontos ganha.

## Edições
| Edição | Ano  | Cidade                                  | País                                    | Notas                                   |
| ------ | ---- | --------------------------------------- | --------------------------------------- | --------------------------------------- |
| I      | 1991 | Fukuoka                                 | Japão                                   |                                         |
| II     | 1993 | Jacarta                                 | Indonésia                               |                                         |
| III    | 1995 | Chiba                                   | Japão                                   |                                         |
| IV     | 1997 | Chiba                                   | Japão                                   |                                         |
| V      | 1999 | (Masculino) Teerã                       | Irão                                    |                                         |
| V      | 1999 | (Feminino) Hong Kong                    | Hong Kong                               |                                         |
| VI     | 2001 | Catmandu                                | Nepal                                   |                                         |
| VII    | 2004 | Pune                                    | Índia                                   |                                         |
| VIII   | 2005 | Guiyang                                 | China                                   |                                         |
| IX     | 2007 | Amã                                     | Jordânia                                |                                         |
| X      | 2009 | Manama                                  | Tailândia                               |                                         |
| -      | 2011 | Catmandu                                | Nepal                                   | Não realizado                           |
| XI     | 2012 | Qingzhen                                | China                                   |                                         |
| XII    | 2014 | Fukuoka                                 | Japão                                   |                                         |
| XIII   | 2016 | Manama                                  | Barém                                   |                                         |
| XIV    | 2018 | Guiyang                                 | China                                   |                                         |
| XV     | 2020 | Cancelado devido à pandemia de COVID-19 | Cancelado devido à pandemia de COVID-19 | Cancelado devido à pandemia de COVID-19 |
| XVI    | 2023 | Catmandu                                | Nepal                                   |                                         |

## Quadro geral de medalhas
Até a edição de 2016
| Ordem | País                   | Medalha de ouro | Medalha de prata | Medalha de bronze | Total |
| ----- | ---------------------- | --------------- | ---------------- | ----------------- | ----- |
| 1     | Japão                  | 47              | 40               | 27                | 114   |
| 2     | Barém                  | 23              | 14               | 9                 | 46    |
| 3     | China                  | 13              | 19               | 12                | 44    |
| 4     | Catar                  | 6               | 2                | 5                 | 13    |
| 5     | Índia                  | 3               | 14               | 8                 | 25    |
| 6     | Irã                    | 3               | 5                | 13                | 21    |
| 7     | Arábia Saudita         | 3               | 1                | 2                 | 6     |
| 8     | Iémen                  | 3               | 1                | 2                 | 6     |
| 9     | Coreia do Norte        | 2               | 1                | 2                 | 5     |
| 10    | Sri Lanka              | 1               | 1                | 2                 | 4     |
| 11    | Coreia do Sul          | 0               | 1                | 5                 | 6     |
| 12    | Jordânia               | 0               | 1                | 2                 | 3     |
| 13    | Paquistão              | 0               | 1                | 1                 | 2     |
| 14    | Emirados Árabes Unidos | 0               | 1                | 0                 | 1     |
| 15    | Singapura              | 0               | 0                | 2                 | 2     |
| 16    | Vietname               | 0               | 0                | 2                 | 2     |
| 17    | Indonésia              | 0               | 0                | 1                 | 1     |
| 18    | Hong Kong              | 0               | 0                | 1                 | 1     |
| 19    | Nepal                  | 0               | 0                | 1                 | 1     |
| Total | Total                  | 104             | 102              | 98                | 304   |